# San Pascual (Madrid)
San Pascual és un barri del districte de Ciudad Lineal, a Madrid. Té una superfície de 105,27 hectàrees i una població de 19.782 habitants (2009).

## Situació
Limita al nord amb el barri de San Juan Bautista, al sud amb Concepción, a l'est amb Piovera, (Hortaleza) i a l'oest amb Guindalera (Salamanca). El barri està delimitat al nord per l'Avinguda d'América, a l'est pel carrer General Aranaz, a l'oest per l'Avinguda de la Paz i al sud pels carrers Marqués de Portugalete, Juan Pérez Zúñiga, Virgen del Val, Persuasión i Virgen de Lourdes.

## Història
En l'estudi sobre el mapa de Ciudad Lineal de finals del segle xix es veu que el barri estava delimitat al nord pel rierol Canaleja (actual Avinguda de Badajoz), al sud pel camí de les Ventas a Canillas (actual carrer de la Virgen del Val), a l'est per l'actual carrer de la Virgen de África i a l'oest pel Rierol Abroñigal (actual M-30).
Va pertànyer al terme municipal de Canillas fins a 1949, any en què Canillas va ser annexionat a l'ajuntament de Madrid. En aquest mapa no apareix cap tipus d'edificació a la zona, la qual cosa indica que les construccions van deure produir-se des de 1900. Dels dos rierols esmentats, el Canaleja era afluent de l'Abroñigal i formava un fort tàlveg i desnivells de 30 m, la qual cosa va crear grans problemes per a la fonamentació dels blocs de l'Avinguda Donostiarra en els anys 1960 al barri de la Concepción.
Les edificacions més antigues de les actuals corresponen al nucli original de San Pascual, datant de la mateixa època que les del barri de la Concepción, la majoria concebudes per a la classe treballadora que s'assentava en Madrid en els anys 60. Posteriorment es van reurbanitzar els altres nuclis (La Bomba, La Alegría i Barrio Blanco), destacant la transformació del Polígon Industrial d'Avinguda de América Sur al parc empresarial del Barrio Blanco. Aquesta zona és l'única del barri que manca d'habitatges en l'actualitat, perquè els seus edificis són només d'oficines.

## Comunicacions
El barri està situat entre la circumval·lació M-30 i la A-2, a més d'estar molt proper a la carrers de Alcalá i Arturo Soria, la qual cosa ho fa molt accessible el barri des de qualsevol punt de la ciutat. És accessible per l'estació Barrio de la Concepción de la línia 7 del Metro de Madrid serveix conjuntament San Pascual i el barri veí que li dona nom. L'accés que serveix al barri de San Pascual està al carrer de Martínez Villergas a l'angle amb Virgen del Val.